# Väinö Linna-priset
Väinö Linna-priset är ett litterärt pris som delas ut av Väinö Linnas fond.

## Pristagare
- 1970 Orvokki Autio
- 1977 Eeva-Liisa Manner
- 1979 Hannu Salama
- 1984 Martti Joenpolvi
- 1986 Väinö Kirstinä
- 1990 Eila Pennanen
- 1995 Asko Martinheimo
- 1999 Kalle Päätalo
- 2003 Kari Aronpuro
- 2005 Jaakko Syrjä
- 2011 Kirsi Kunnas
- 2016 Risto Ahti